# Terme di Stabia
(Raffaele D'Ambra (1857) Castellammare, commedia lirica in tre atti, musica di Fortunato Rajentroph.)
Le Terme di Stabia sono un complesso termale situate a Castellammare di Stabia, un tempo considerate un tesoro inestimabile. Gli edifici si dividono in Antiche e Nuove terme, ancora presenti ma versano in stato di degrado dopo la chiusura al pubblico nel 2015.

## Territorio
Il territorio dell'odierna Castellammare di Stabia è stato fin dall'antichità caratterizzato da un'elevata salubrità dei luoghi, risultante da una combinazione felice di fattori ambientali. La zona, infatti, si trova alla confluenza di tre dominii differenti: la piana del fiume Sarno o Agro Nocerino Sarnese, il Mar Tirreno ed i primi contrafforti boscosi dei Monti Lattari. Dal punto di vista geologico, l'area è caratterizzata da un substrato calcareo, proprio dei Monti Lattari e della zona profonda della Piana del Sarno, sul quale le diverse eruzioni protostoriche e storiche del Vesuvio hanno depositato una coltre più o meno profonda, coesa e a granulometria variabile di piroclasti e pomice.

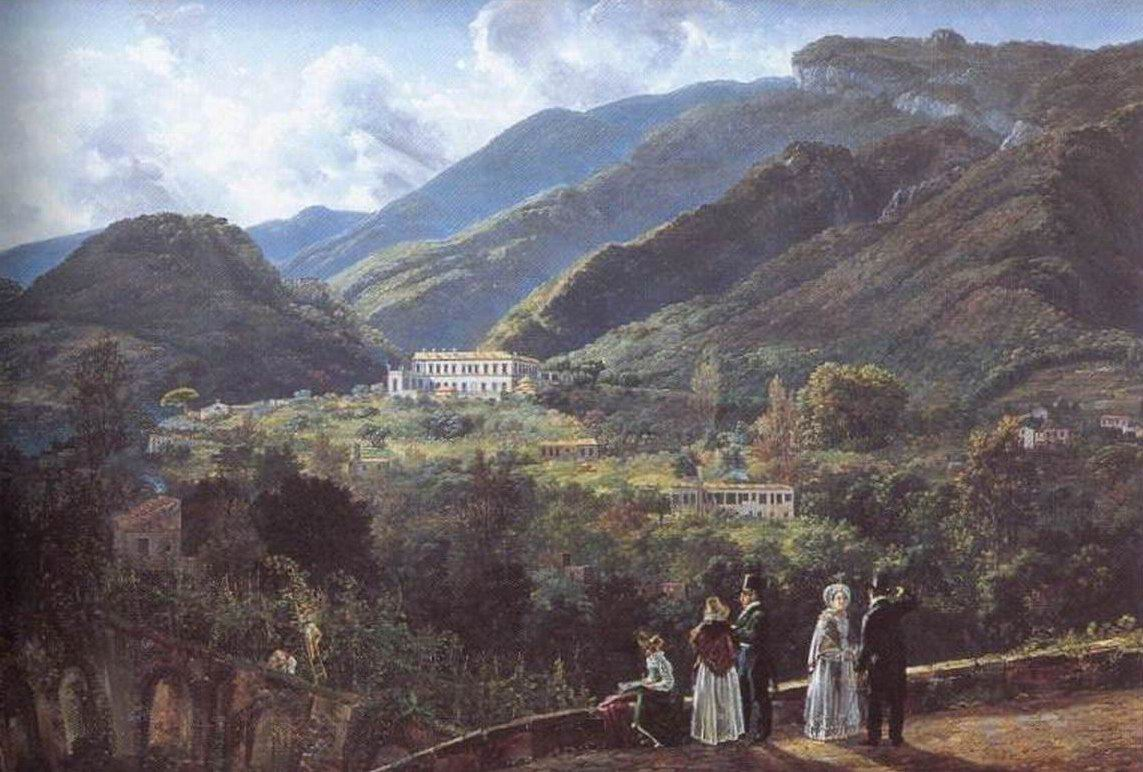
La Real Casina di Quisisana, dipinto del 1810 di Johan Christian Dahl

A testimonianza dell'amenità del posto, già dall'XI secolo sui primi contrafforti al di sopra del centro urbano di Castellammare era presente una costruzione chiamata Locus Domo Sano, poi evolutasi nella Reggia di Quisisana per opera dei Borbone di Napoli.

### Le fonti termali
Il patrimonio idrologico di Castellammare di Stabia, costituito da ben 28 sorgenti termali, veniva sfruttata in due stabilimenti: quello delle 'Antiche Terme', risalente al 1883 con 18 sorgenti di acque minerali, e quello delle 'Nuove Terme' situate in collina.

## Storia
La presenza di acque sorgive di diversa natura nell'area stabiese è nota fin dall'antichità, ma non è stato mai presente in loco uno stabilimento termale. Esse erano conosciute ed usate dalla popolazione locale, senza che vi fosse intorno una qualsivoglia attività organizzata. Tali sorgenti non vanno perciò confuse con le Thermae Stabianae citate da Plinio il Vecchio. Queste ultime erano posizionate entro la cerchia urbana dell'antica Pompei ed erano cosiddette in quanto sorgevano sulla via Stabiana.

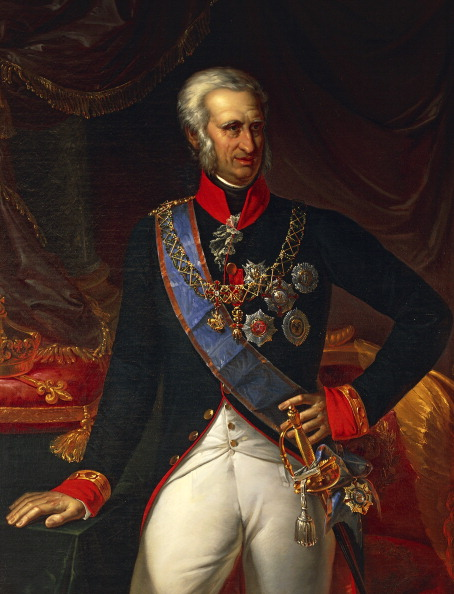
Ferdinando I di Borbone

Le prime analisi scientifiche sulle proprietà delle acque di Stabia furono effettuate nel 1787 per volontà del re Ferdinando I di Borbone. Quest'ultimo incaricò due dei più eminenti medici dell'epoca, Domenico Cotugno e Giuseppe Vairo, di studiare le proprietà dell'acqua acetosella, che all'epoca veniva largamente usata dalla popolazione e famosamente trasportata in recipienti detti mummare. I risultati furono lusinghieri, dato che i due scienziati attestarono la superiorità dell'acetosella di Stabia alle famose acque di Spa in Belgio. Per volontà sovrana, una lapide indicante le proprietà dell'acqua fu collocata nei pressi della fonte, che rimase per uso pubblico. Nel 1829 il successore di Ferdinando I, Francesco I, ordinò agli scienziati della Reale Accademia delle Scienze della Società Reale di Napoli, capitanata dal Ministro dell'Interno marchese Amati, di svolgere analisi anche sul resto delle fonti stabiesi. Nel 1887 la lapide originale fu ricollocata, nell'ambito del progetto di risistemazione dei luoghi effettuato dagli architetti Luciano Parisi e Antonio Vitelli.
Nel 1905 la direzione delle Terme fu assunta dall'eminente clinico Pietro Castellino, che curò la riorganizzazione degli stabilimenti secondo criteri imprenditoriali.
I due complessi termali hanno chiuso in seguito a problemi di natura gestionale ed economica. La gestione di entrambe le strutture era in mano alla Terme di Stabia S.p.A., società controllata dalla SINT (Società Immobiliare Nuove Terme) (al 98,10%) e dal Comune di Castellammare di Stabia (al 1.90%). Nella prima metà degli anni 2000 le società contavano perdite per oltre 3 milioni di euro (causa spese gestionali) accumulando ingenti debiti.
Entrambi i complessi chiusero definitivamente nel 2015. 
Terme di Stabia S.p.A. è in liquidazione dal 14 settembre 2018. 
SINT (Società Immobiliare Nuove Terme) è in liquidazione dal 14 dicembre 2020.

## Gli stabilimenti termali

### Antiche Terme
Le Antiche Terme Stabiane sono sorte a fine Ottocento nell’area del cantiere navale di Castellammare di Stabia e sono state più volte ristrutturate e ampliate. Il complesso termale oggi è in una condizione ottimale a seguito di un restauro recente del progetto originale (2006-2017).
L’attuale complesso comunale sorge sullo stesso sito delle antiche terme demolite, dove sgorgavano 28 sorgenti di acqua minerale di diversa composizione. Nell'immediato dopoguerra, il Comune bandiva un concorso per un nuovo edificio termale da realizzarsi in località Solaro, ma per motivi economici decideva poi di ristrutturare le vecchie terme vicino ai Cantieri Navali. Il conseguente progetto di ristrutturazione e ampliamento, fatto allora da Marcello Canino, venne ridotto alla dimensione planimetrica delle vecchie terme. Le nuove terme vengono articolate in un lungo corpo di fabbrica mistilineo, che ricalca il confine delle vecchie terme, alcuni corpi di fabbrica interni (poi demoliti), e un pergolato in legno alla base del monte che recinge un cortile con palme in continuità paesistica con le pendici del Faito. All'interno, l’ampio atrio è occupato dalla biglietteria e da una scala con doppie rampe incrociate che serve i locali per uffici soprastanti e le due ali in cui è diviso l’edificio termale. L’ala verso ovest è destinata alle visite mediche, alle cure termali con sale per terapia e camerini con vasche in marmo, mentre l’ala verso est, contiene ambienti per lo svago e la ristorazione. All'esterno il prospetto ha un’impostazione libera da vincoli distributivi poiché contiene solo ballatoi di distribuzione. Esso è impaginato in cornice con dense ombre, trasparenze con brise-soleil metallici mobili e un semplice basamento in klinker con decorazioni a raso. Sul lato interno verso il cortile, verso sud, un largo portico addossato al corpo di fabbrica consente sulla sua copertura passeggiate con sole, aria e spazi all'aperto per il ristorante al primo piano. Lo spazio del grande cortile, chiuso dalle pendici del monte Faito, è definito dal lungo e leggero porticato ombroso che chiude lo spazio pavimentato dove sono ubicati i due gruppi di sorgenti che contengono i 18 tipi di acqua minerale.
Questo stabilimento inoltre era servito dalla Stazione Circumvesuviana, ormai dismessa, "Castellammare Terme" ubicata sulla linea Napoli Sorrento in entrambe le direzioni. 

### Terme Nuove
Costruito e aperto sulla collina del Solaro nel 1964, le Nuove Terme di Stabia erano uno stabilimento termale più moderno ed efficiente rispetto alle Antiche Terme Stabiane. Dieci anni dopo, venne inaugurato anche l'Hotel delle Terme. Le Nuove Terme di Stabia si sviluppavano su tre piani e comprendevano (ordine estratto dal cartello reparti):
- Un centro Benessere con vasche idromassaggianti e saune termali;
- Reparto Otorino con inalatori aerosol di acqua solfurea;
- Centro Termale e cure Idropiniche;
- Aree Ginecologiche, Pneumologiche (ala destra);
- Fanghi, Massaggi;
- Centro di Fisiokinesiterapia;
- Reparti Fanghi, Bagni, Massaggi Sala Castellino.

Adiacente al complesso, collegato grazie ad un sovrappasso carrabile e pedonale visibile transitando in Viale delle Terme (direzione Napoli e direzione Sorrento), era presente anche un parco all'aperto con laghetti, fontane, solarium e cigni. 
Lo stabilimento termale delle Terme Nuove è chiuso dal 2015 e attualmente riversa in condizioni di degrado assoluto ben peggiori rispetto a quello delle Antiche Terme. 
Nel 2024 la Regione Campania ha presentato una riqualificazione dello stabilimento in questione trasformandolo in un moderno ospedale termale che andrà ad affiancare il già esistente Ospedale San Leonardo. Un importante investimento che la Regione ha messo in atto dopo la risoluzione di complicati problemi amministrativi legati all'acquisizione delle ex Terme e dopo aver saldato debiti precedenti per poter acquisire l'area.

## Caratteristiche delle acque di Stabia

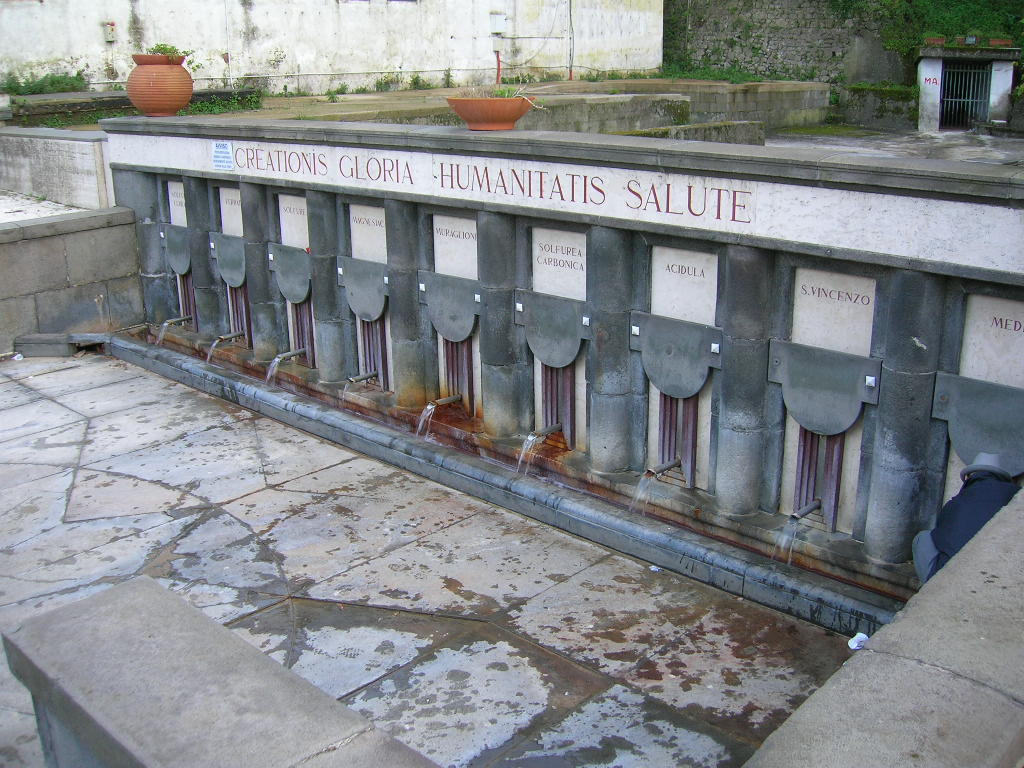
Le fonti delle Antiche Terme

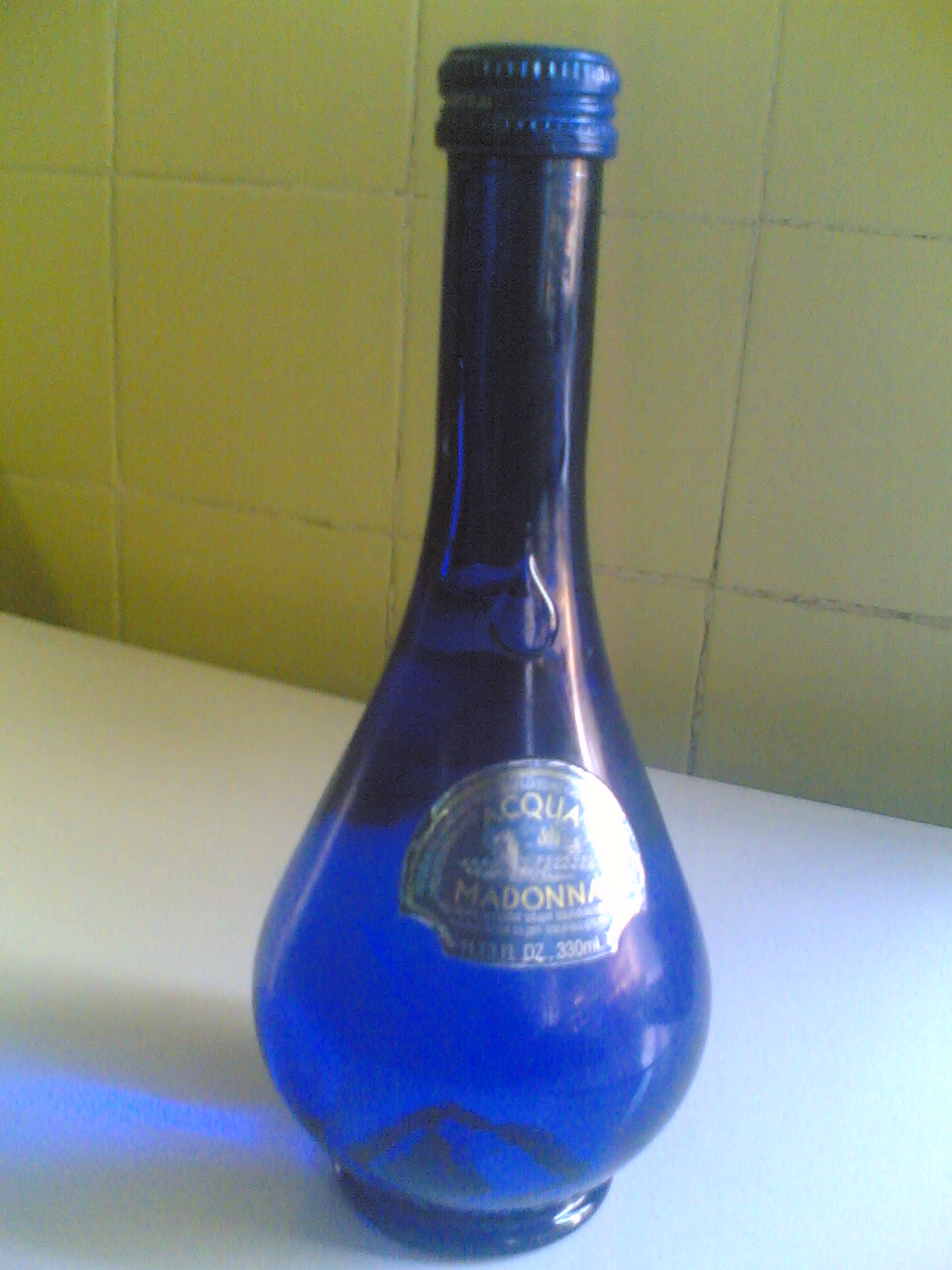
Bottiglia celebrativa di Acqua della Madonna

Le caratteristiche chimiche, biologiche ed organolettiche delle acque di Stabia, nonché le loro proprietà cliniche, derivano dall'elevata articolazione dei substrati geologici che esse attraversano. Come detto, nell'area territoriale il substrato di base è calcareo, così come caratteristico dei Monti Lattari e della valle del Sarno. Su tale substrato, l'attività effusiva del Vesuvio ha depositato materiali piroclastici di diversa natura e granulometria. Per tale ragione, le acque derivanti possono essere classificate in solforose, bicarbonato calciche e medio minerali.
Acque Solforose
- Acqua Muraglione
- Acqua sulfurea
- Acqua Sulfurea Carbonica
- Acqua Sulfurea Ferrata
- Acqua Stabia

Acque Bicarbonato Calciche
- Acqua Acidula
- Acqua Ferrata
- Acqua Magnesica
- Acqua Media
- Acqua Pozzillo
- Acqua San Vincenzo

Acque Medio Minerali
- Acqua Acetosella
- Acqua della Madonna
- Acqua San Giacomo
- Acqua Rossa
- Acqua Ferrata

## Proprietà terapeutiche e curative
| Fonte      | Nome                     | Località                | Coordinate | Tipologia       | Temperatura alla fonte | Caratteristiche chimiche    | Proprietà cliniche                                                                                     | Controindicazioni                                |
| ---------- | ------------------------ | ----------------------- | ---------- | --------------- | ---------------------- | --------------------------- | --- | ------------------------------------------------ |
| Muraglione | Acqua Muraglione         | Via Sorrentina, Pozzano |            | Acqua solforosa | 17,50-19,69 °C         | Clorurato sodica ipertonica | Azione lassativa, usata nei casi di stitichezza ostinata, ossaluria, uricemia, diabete mellito e gotta | Ipertensione arteriosa, colite ulcerosa, diarrea |
|            | Acqua sulfurea           |                         |            | Acqua solforosa |                        |                             | |                                                  |
|            | Acqua sulfurea carbonica |                         |            | Acqua solforosa |                        |                             | |                                                  |
|            | Acqua sulfurea ferrata   |                         |            | Acqua solforosa |                        |                             | |                                                  |
|            | Acqua Stabia             |                         |            | Acqua solforosa |                        |                             | |                                                  |

## Marchi commerciali
Acetosella, Acqua della Madonna